# Poecilorchestes decoratus
Espèce
Poecilorchestes decoratus est une espèce d'araignées aranéomorphes de la famille des Salticidae.

## Distribution
Cette espèce est endémique de Nouvelle-Guinée.

## Publication originale
- Simon, 1901 : Histoire naturelle des araignées. Paris, vol. 2, p. 381-668 (intégral).